# Desa Cengkok (administrativ by i Indonesien, lat -7,69, long 112,04)
Desa Cengkok är en administrativ by i Indonesien.   Den ligger i provinsen Jawa Timur, i den västra delen av landet, 600 km öster om huvudstaden Jakarta.